# بيلة بروتينية
بيلة بروتينية(بالإنجليزية: Proteinuria)‏ وتسمى أيضًا بيلة البومينية (بالإنجليزية: Albumin - uria)‏ تعني وجود فائض من بروتينات الدم في البول. البروتين الزائدة في البول غالبا ما يتميز بشكل البول الرغوي، على الرغم من أن رغاوة البول يمكن أن يكون سببه البيلة البروتينية ولكن أيضًا يمكن أن يتشكل بسبب البيليروبين في البول (بيلة بيليروبينية)، القذف إلى الوراء،  بيلة غازية التي تحدث بسبب ناسور،  أو بسبب الأدوية مثل البيريديوم.

## مقدمة
البيلة البروتينية أو Proteinuria تعني وجود كميات زائدة من بروتينات مصل الدم في البول. وجود هذه الكميات الزائدة من البروتين في البول يجعله رغويّاً. (أسباب أخرى للبول الرغوي: وجود بيليروبين فيه، القذف العكسيّ، وجود هواء فيه [بسبب وجود ناسور شعري]، أو يمكن أن يكون أحد الآثار الجانبية لبعض الأدوية مثل ال pyridium).

## الأنواع
تصنف البيلة البروتينية إلى ثلاث أنواع وهي:
بيلة بروتينية مؤقتة – أسبابها التعرض للحرارة العالية، ممارسة الرياضة بشكل مكثف.
بيلة بروتينية وضعية - هذا النوع يحدث فقط عندما يكون الجسم في وضعية الوقوف.
بيلة بروتينية دائمةتحدث للأشخاص الذين يحملون اختلالاً دائماً في الكلى.

## الأسباب
هناك ثلاث آليات تحدث البيلة البروتينية عن طريقها:
- خلل في الكبيبة الشعرية
- زيادة كمية البروتين في المصل
- قلة الامتصاص للبروتينات في الأنابيب الكلوية (متلازمة فانكوني)

يمكن أن تكون البيلة البرويتينية أيضاً نتيجة لبعض الأدوية مثل الدواء المستخدم في علاج السرطان bevacizumab (Avastin، ويمكن أن تنتج أيضاً من تناول كميات كبيرة جداً من السوائل (أكثر من 4 لتر يومياً).

## القياس
| الحالة | التركيز           | التركيز اليومي   |
| ------ | ----------------- | ---------------- |
| آثار   | 5-20 مغ/دل        | تركيز طفيف جداً   |
| 1+     | 30 مغ/دل          | أقل من 0.5 غ/يوم |
| 2+     | 100 مغ/دل         | 0.5-1 غ/يوم      |
| 3+     | 300 مغ/دل         | 1-2 غ/يوم        |
| 4+     | أكثر من 300 مغ/دل | أكثر من 2 غ/يوم  |

تقليدياً، تشخيص البيلة البروتينية كان يتم عن طريق فحص (غميسة الورق أو البلاستيك) لكنّ هذا الفحص يمكن أن يُغفل وجود المرض في بعض الحالات، حتى لو كانت كمية البروتين الموجودة في البول كبيرة (كما في حالة المتلازمة النفروزية)إذا كان البول مخففاً بدرجة كبيرة.
هناك حالات أخرى يُغفل فيها هذا الفحص وجود البيلة البروتينية (إعطاء نتائج خاطئة) كما في الحالات التي يتكون فيها البروتين الموجود في البول بشكل رئيسي من بروتين الغلوبيولين أو من بروتين بينس جونس، لأنّ المادّة المستعملة في الشرائح التي تستخدم في هذا الفحص تتميّز بخصوصيتها العالية لبروتين الألبيومين (أي أن هذا الفحص يعطي نتائج موجبة فقط عند وجود الألبيومين في البول).
تقليدياً، يتمّ إجراء فحص غميسة الورق أو البلاستيك بعض تجميع البول لمدة أربع وعشرين ساعة، ويتمّ الكشف عن بروتين الغلوبيولين (في حال اعتُقد بوجوده) عن طريق تحليل البروتينات Electrophoresis. يمكن أن نحصل على نتيجة وجود (آثار للبروتين) في حال احتوى البول على بروتين تام هورسفال فقط.
حديثاً، أصبح اكتشاف البروتين في البول يتم عن طريق تكنولوجيا (الكريستال السائل). وجود الألبيومين في البول يحدث تغييرات في الكريستال السائل المحمول على شرائح الكريستال مما يؤدي إلى إنتاج إشارات ضوئية يسهل اكتشافها على هذه الشرائح. هذه التكنولوجيا الحديثة زادت من دقّة اكتشاف الأبيومين في البول، حيث يمكن ضبطه حتى لو وُجد بكميات قليلة جداً (15 إلى حدّ مايكروغرام/ميلليتر).
يمكن التعبير عن وجود البروتين في عيّنة بول البول على شكل نسبة مع كمية الكرياتينين في نفس العينة من البول (نسبة بروتين/الكرياتينين). التوجيهات البريطانية الخاصة بأمراض الكلى المزمنة الصادرة في 2005 عدّت أن نسبة بروتين/الكرياتنين تعبّر عن حالة الكلى بشكل أفضل من قياس البروتين في البول لمدة 24 ساعة.
البيلة البروتينية هي نسبة بروتين/كرياتينين أكبر من 45 ملغ/ملمول (أو ما يساوي 30 ملغ/ملمول من نسبة ألبيومين/كرياتينين). عند تجاوز النسبة 100 ملغ/ملمول تُعدّ الحالة بيلة بروتينية من الدرجة العالية جداً.
تنبيه: وحدة قياس البروتين في فحص الغميسة هي ملغ/ديسيلتر، بينما وحدة القياس في فحص البيلة البروتينية المجهرية هي ملغ/يوم.
حسب فحص البيلة البروتينية المجهرية فإنّ البيلة البروتينية تعرّف بوجود أكثر من 300 ملغ بروتين/يوم، بينما تعدّ القيم الأقل من 30 ملغ بروتين/يوم طبيعيةً ولا تدلّ على وجود مرض.
و تبعاً لذلك تعرّف البيلة البروتينية المايكروسكوبية بوجود كمية بروتين بين 30 و 300 ملغ/ يوم، وتعدّ دليلاً على اختلال في وظائف الكلى.

## حالات مرتبطة
البيلة البروتينية قد تكون علامة على خلل في وظائف الكلى. حيثُ أنّ البروتينات يتمّ امتصاصها من البول (قبل خروجه من الكلى) في الكلى في الحالة الطبيعية، فوجود هذه البروتينات في البول النهائي يدلّ على خلل في إعادة الامتصاص أو خلل في الترشيح.
مرضى السكّري يمكن أن يعانوا من خلل في الوحدات الكلوية (الكليونات) ولذلك قد يعانوا من البيلة البروتينية. في الحقيقة، مرض السكّري هو المسبب الأكثر انتشاراً للبيلة البرويتينة. ولذلك، في أي مريضٍ يعاني من البيلة البروتينية والسكري معاً يبدأ البحث عن الأسباب بتصنيفها إلى قسمين: بيلة بروتينية ناتجة من السكري وبيلة بروتينية ناتجة من أسباب أخرى.
قد تسبب البيلة البروتينية الشديدة نقص عاماً في بروتينات في المصل، وهذا النقص بدوره يؤدي إلى تقليل الضغط البروتينات (عبر جدار الأوعية الدموية)، وهذا يؤدّي إلى إنتاج عدة أعراض مثل الحبن أو الاستسقاء والوذمة وسوائل القفص الصدري.

### حالات حيث يدلّ وجود البيلة البروتينية على وجود على مرض
البيلة البروتينية قد تكون علامة مرض في كل الحالات التالية:
- السكري
- المتلازمة النفروزية
- ما قبل تسمم الحمل
- تسمم الحمل
- إصابات تسممية للكلى
- الداء النشواني
- أمراض النسيج الضام (مثل مرض الذأب الحمامي الجهازي)
- الجفاف
- أمراض الكبب الكلوية مثل اعتلال الكلية الغشائي، التصلّب الكبّي البؤريّ والشدفي، اعتلال الكلية قليل النبدّلات.
- التمارين الرياضية القاسية
- الضغط النفسي
- البيلة البروتينية الانتصابية الحميدة
- التصلّب الكبّي البؤريّ والشدفي
- اعتلال الكلية المرتبط بالنوعية «أ» من الغلوبيولين
- اعتلال الكلية المرتبط بالنوعية «م» من الغلوبيولين
- التهاب كبيبات الكلى التكاثري/الالتهابي
- اعتلال الكلية الغشائي
- اعتلال الكلية قليل النبدّلات
- الغرناوية (الساركويد)
- متلازمة ألبورت
- الأدوية (مثل NSAIDs, nicotine, penicillamine, lithium carbonate, الذهب والمعادن الثقيلة الأخرى، مثبطات الإنزايم المحوّل للأنجيوتينسين، بعض المضادات الحيوية، الأفيونات خصوصاً الهيروين)
- مرض فابري
- الأمراض المعدية (مثل: الإيدز، الزهري، التهاب الكبد الوبائي، البلهارسيا البولية، الالتهاب اللاحق للإصابة بعدوى البكتيريا العقدية.
- متلازمة فانكوني
- التصلب الكبي الناتج من ارتفاع ضغط الدم
- فقر الدم المنجلي
- البيلة الهيمغلوبينية
- الورم النقوي المتعدد
- البيلة الميوغلوبينية
- رفض الطعم (الأعضاء المزروعة)
- حمى إيبولا النزفية
- حمى البحر الأبيض المتوسط
- متلازمة HELLP
- مرض الذأب الحمامي الجهازي
- اعتلال ويجنرز الكلويّ
- التهاب المفاصل الروماتويدي
- مرض تخزين الجلايكوجين النوع الأول
- متلازمة غودباستير
- فرفرية شونلاين هينوخ
- التهاب المسالك البولية الممتد إلى الكلى
- متلازمة شوغرن
- اعتلال الكلى اللاحق للالتهابات المعدية.

### حالات حيث البيلة البروتينية تتكون بشكل رئيسي من بروتين بينس جونس كعلامة على مرض
- متلازمة والدنستروم
- ابيضاض الدم الليمفاوي المزمن
- الداء النشواني
- السرطان
- الورم النقوي المتعدد

## العلاج
علاج البيلة البروتينية بشكل جيد يعتمد على التشخيص الدقيق للسبب. السبب الأكثر انتشاراً للبيلة البروتينية هو اعتلال الكلى السكري، وفي هذه الحالة المحافظة على مستوى جلوكوز الدم ضمن المدى الصحّي ممكن أن تؤخّر تطوّر المرض.
الخطّ الدوائي الأول لعلاج البيلة البروتينية هو مثبطات الإنزايم المحوّل للأنجيوتينسين. في المرضى غير المستجيبين لهذه الأدوية ممكن أن نستخدم بالإضافة لها مثبّطات الألدوستيرون (مثل spironolactone)، أو
مثبّطات مستقبل الأنجوتينسين. يُنصح بأخذ الحذر عند استخدام هذه الأدوية معاً تجنّباً لحدوث فرط البوتاسيوم. البيلة البروتينية الناتجة من أمراض المناعة يجب أن تُعالج باستخدام الستيرويدات أو الأدوية الأخرى المثبّطة للمناعة بالإضافة إلى مثبطات الإنزايم المحوّل للأنجيوتينسين.

## وصلات اضافية
http://www.patient.co.uk/doctor/Proteinuria-Differential-Diagnosis-and-Investigation.htm
http://www.renal.org/whatwedo/InformationResources/CKDeGUIDE/Proteinuria.aspx